# Grande roue de Seattle
 (mai 2018).
Si vous disposez d'ouvrages ou d'articles de référence ou si vous connaissez des sites web de qualité traitant du thème abordé ici, merci de compléter l'article en donnant les références utiles à sa vérifiabilité et en les liant à la section « Notes et références ».
La grande roue de Seattle (Seattle Great Wheel) est une grande roue sur la jetée 57 dans la Baie Elliott à Seattle (État de Washington). 
Avec une hauteur totale de 175 ft (53,3 m), c'était la plus grande roue sur la côte ouest des États-Unis lors de son ouverture le 29 juin 2012.

## Jour d'ouverture

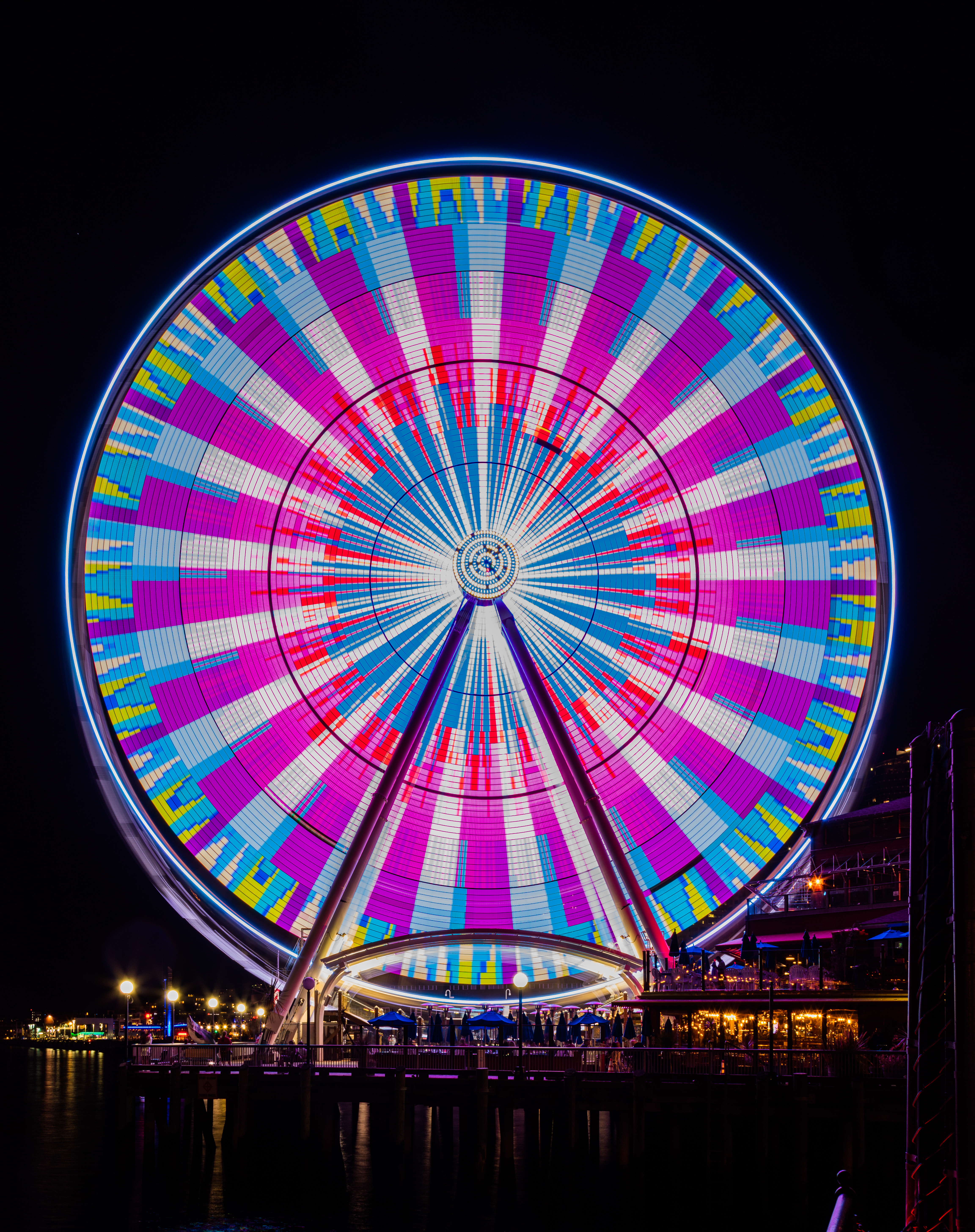
Longue exposition des lumières de la grande roue de nuit

La cérémonie d'inauguration et l'ouverture au public ont eu lieu le 29 juin 2012. Les participants à la cérémonie, qui a eu lieu à 14 h 30, comprenaient une présentation des couleurs de la Garde côtière américaine, un discours du maire de Seattle Michael McGinn et des divertissements par les pom-pom girls de l'université de Washington, l'équipe des esprits et la fanfare. Environ 200 personnes ont fait la queue pour le premier tour de roue.

## Construction et design
Seattle était la troisième ville en Amérique du Nord à offrir une roue de cette conception, suivant la Niagara SkyWheel à Clifton Hill, Niagara Falls, Canada, qui mesure également 53,3 m (175 ft), et la plus grande SkyWheel de Myrtle Beach en Caroline du Sud, qui mesure 187 ft (57 m) de haut. La roue de Seattle est la seule des trois construites au-dessus de l'eau.
La grande roue de Seattle dispose de 42 cabines à température contrôlée, chacune pouvant transporter jusqu'à huit passagers (à l'exception de la luxueuse gondole VIP, qui avait des sièges en cuir rouge et un plancher de verre et quatre sièges), offrant une capacité maximale de 300. La randonnée de 12 minutes et trois tours s'étend sur 12,2 m au-dessus de la baie Elliott.

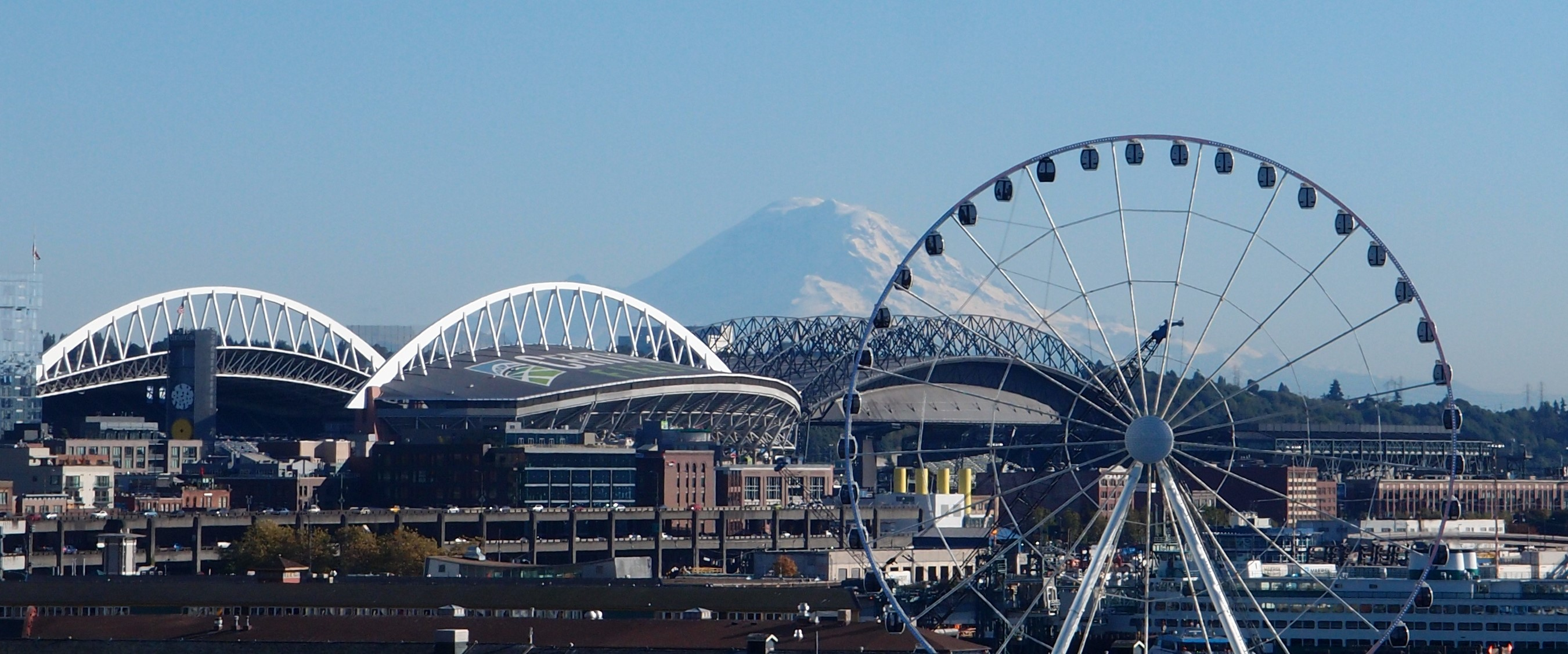
La grande roue de Seattle et les montagnes.